# Umru Khurd
Umru Khurd es una ciudad censal situada en el distrito de Udham Singh Nagar,  en el estado de Uttarakhand (India). Su población es de 20593 habitantes (2011). 

## Demografía
Según el censo de 2011 la población de Umru Khurd era de 20593 habitantes, de los cuales 10592 eran hombres y 1001 eran mujeres. Umru Khurd tiene una tasa media de alfabetización del 61,50%, inferior a la media estatal del 78,82%: la alfabetización masculina es del 68,36%, y la alfabetización femenina del 54,22%.